# Alle hassen Chris
Alle hassen Chris (Originaltitel: Everybody Hates Chris) ist eine US-amerikanische Comedy-Serie, die am 22. September 2005 auf UPN startete. Sie entstand nach einer Idee von Chris Rock, der mit der Serie seine eigenen Kindheitserlebnisse erzählt. Nach der Zusammenlegung von UPN mit The WB lief die Serie ab 2006 auf dem Sender The CW. Der Titel ist eine Parodie auf die Sitcom Alle lieben Raymond. Am 21. Mai 2009 wurde die Serie abgesetzt.

## Überblick
Die Serie spielt im Brooklyn der frühen 1980er-Jahre und behandelt ironisierend Themen wie Vorurteile bedingt durch Rassismus, das Außenseiterdasein und auch die in einigen New Yorker Vierteln herrschende Armut. Als Sohn einer afro-amerikanischen Familie muss die Hauptfigur Chris den Alltag meistern. Dabei wird er ständig von seiner jüngeren, intriganten Schwester Tonya schikaniert und von seiner Mutter Rochelle mit Pflichten belastet. Rochelle zeichnet sich durch ihren Stolz aus, der sich als Running Gag durch die Serie zieht: So kündigt sie besonders am Anfang der ersten Staffel in fast jeder Folge aufgrund von Kleinigkeiten ihre Arbeit mit der Begründung, dass sie nicht darauf angewiesen sei, weil ihr Mann zwei Jobs habe. Ihr Mann Julius ist deshalb oft sehr erschöpft. Die Familie verfügt über ein geringes Einkommen, weshalb Chris auch die alte Kleidung seines jüngeren, aber körperlich größeren Bruders Drew auftragen muss. Daher und weil Chris zunächst der einzige Schwarze an seiner Schule ist, wird er oft Opfer von Schulschläger Caruso und anderer Rowdys an seiner Schule. Sein Schulalltag ist außerdem von ungerechten Lehrern geprägt und sein bester Freund Greg ist auch sein einziger.

## Charaktere

### Chris Rock
Der Protagonist der Serie ist ein ehrgeiziger, unschuldiger, normaler, aber oft vom Pech verfolgter Junge. Chris lebt in Bedford–Stuyvesant, einem Viertel in Brooklyn. Er hat einen jüngeren Bruder und eine jüngere Schwester. Er wäre gerne ein cooler und beliebter Junge, was ihm jedoch nicht gelingt. Er tut aber alles dafür, um einmal ein erfolgreiches Leben zu haben, wovon er auch sehr oft träumt. In der Schule wird er von seinen Mitschülern gemobbt und geschlagen (unter anderem wegen seiner Kleidung und Hautfarbe). Zudem wird ihm der Alltag auch von seinen rassistischen Lehrern zur Hölle gemacht. Zu Hause muss er von seiner Mutter angegebene Aufgaben erledigen und von seiner Schwester wird er oft erpresst. Man könnte also meinen, die Menschen in seinem Umfeld „hassen“ ihn.

### Rochelle Rock
Sie ist die Mutter von Chris und seinen Geschwistern. Sie lässt sich nicht einschüchtern und kann schnell aggressiv werden. Sie wechselt aufgrund von Konflikten mit ihren Vorgesetzten ständig ihre Arbeitsstelle. Im Zusammenhang mit der Kündigung sagt sie immer: „Ich habe das nicht nötig! Mein Mann hat zwei Jobs!“ Außerdem ist sie im Stande, ihre Familienmitglieder zu bedrohen. Trotz allem ist sie für ihre Kinder eine gute und fürsorgliche Mutter.

### Julius Rock
Er ist der Vater der Familie. Wegen der finanziellen Probleme ist er sehr sparsam mit Tendenz zum Geiz. Oft bringt er gebrauchte Sachen nach Hause, um Geld zu sparen. Wenn es darauf ankommt, merkt er aber auch, dass man nicht für alles einen Preis festsetzen kann. Sein Charakter ist ruhig und ausgeglichen, solange nicht von Geld die Rede ist. Julius zeichnet sich dadurch aus, dass er stets den genauen Preis von Alltagsgegenständen kennt. Diese Fertigkeit wird immer durch Sätze wie: „Ich hoffe, du weißt, dass du gerade ein Brot im Wert von 31 Cent weggeworfen hast?“ zur Schau gestellt.
Wenn es um die Kinder geht, steht er seiner Frau nur selten zur Seite. Doch die Frau hat das Kommando im Haus.

### Drew Rock
Er ist der jüngere Bruder von Chris, wird von Außenstehenden aber meist irrtümlicherweise für Chris’ großen Bruder gehalten. Im Gegensatz zu Chris ist er sehr beliebt; auch bei den Mädchen. Seine abgelegte Kleidung muss oft von Chris aufgetragen werden, da Drew etwas größer und stärker gebaut ist als der schmächtige Chris.
Drew besitzt, wie sein Vater, ein großes Talent, Zahlen abzuschätzen: „Wow, das sind genau 31970 Regentropfen!“

### Tonya Rock
Sie ist die jüngere Schwester von Chris und Drew. Es kommen oft Streitigkeiten zwischen ihr und ihren Brüdern auf, da sie immer versucht, ihre Brüder in Schwierigkeiten zu bringen. Oft erpresst sie Chris oder Drew, indem sie sie gegen Bezahlung nicht bei den Eltern verpetzt. Sie ist das verwöhnte Lieblingskind von Julius.

### Gregory (Greg) Wuliger
Er ist der einzige, dazu auch noch weiße Freund von Chris. Er gibt ihm gerne Ratschläge und Chris hilft ihm im Gegenzug, wenn er Probleme hat. Greg hat aber oft Angst und ist nicht in der Lage, Chris bei seinen Problemen zu helfen. Greg ist recht schüchtern und traut sich meistens nicht, offen auf Mädchen zuzugehen. Er wird, da er sich mit Chris abgibt, auch gemobbt und geschlagen.

### Joey Caruso
Joey ist einer der vielen Rowdys an Chris’ Schule. Er ist der am meisten angesehene Schlägertyp an der Corleone Junior High School. Chris muss Tag für Tag Hänseleien und sogar Schläge von Joey ertragen. Joey wächst in einer rassistischen Familie auf und ist daher sehr aggressiv gegenüber andersfarbigen Menschen. Er wird von den anderen meistens „Caruso“ genannt.
Als Chris in die Tattaglia High School kommt, denkt er, er sei Joey losgeworden; jedoch ist Caruso ebenfalls auf dieser Schule und macht Chris das Leben weiterhin schwer.
Joey taucht in der Serie meist plötzlich auf und verpasst Chris und/oder Greg einen Schlag oder Tritt. Oft beleidigt er ihn/sie mit rassistischen Sprüchen. Zum Beispiel nennt er Chris oftmals „Satchmo“, aber manchmal auch „Schokoriegel“. In der letzten Folge gibt er zu, dass er Chris nur aus Neid auf dessen Ehrgeiz und Entschlossenheit gemobbt hat, und bietet ihm die Freundschaft an.

### Miss Morello
Miss Morello ist die Klassenlehrerin von Chris, Greg und Joey. Sie ist die perfekte Verkörperung einer Person, die alle gegen Schwarze gerichteten Vorurteile glaubt und macht regelmäßig entsprechende Aussagen wie: „Ich hoffe du hast noch genügend Zeit deine Hausaufgaben zu machen, wenn du dich um deine vielen Halbbrüder und Halbschwestern kümmern musst.“ Auch so ist sie ein Paradebeispiel für eine weiße Frau dieser Zeit, die Chris aber eigentlich sehr gerne mag, wie überhaupt alle gut gebauten männlichen Afro-Amerikaner.

### Risky
Risky verkauft in Bed-Stuy (Bedford-Stuyvesant) regelmäßig geklaute Ware, darunter Fernseher oder Schallplatten. Häufig sind es Kopien oder geklaute Waren, die man für einen geringeren Preis bei ihm erhält.

## Besetzung und Synchronisation
Die deutsche Synchronisation wurde von der Synchronfirma  Rainer Brandt Filmproduktion GmbH in Berlin erstellt. Verantwortlich für die deutsche Fassung war Stefan Ludwig.
| Rollenname         | Hauptrolle | Nebenrolle  | Schauspieler         | Synchronsprecher/in                                |
| ------------------ | ---------- | ----------- | -------------------- | -------------------------------------------------- |
| Chris Rock         | 1.01–4.22  |             | Tyler James Williams | Constantin Andree                                  |
| Chris als Erzähler | 1.01–4.22  |             | Chris Rock (Stimme)  | Dietmar Wunder                                     |
| Julius Rock        | 1.01–4.22  |             | Terry Crews          | Jörg Hengstler                                     |
| Rochelle Rock      | 1.01–4.22  |             | Tichina Arnold       | Daniela Strietzel                                  |
| Tonya Rock         | 1.01–4.22  |             | Imani Hakim          | Paula Edda Klein                                   |
| Drew Rock          | 1.01–4.22  |             | Tequan Richmond      | Dennis Kurz                                        |
| Greg Wulliger      | 1.01–4.22  |             | Vincent Martella     | Enno Trebs (Staffel 1) Daniel Claus (Staffeln 2–4) |
| Joey Caruso        |            | 1.01–4.22 1 | Travis T. Flory      | Robert Schmalz                                     |
| Risky              |            | 1.09–4.22 2 | Mike Estime          |                                                    |
| Tasha Clarkson     |            | 2.01–4.20 1 | Paige Hurd           | Jamie Lee Blank                                    |

## Anspielungen
- Die Schulen in der Serie sind alle nach den Mafia-Familien aus dem Film Der Pate benannt. So ist zum Beispiel Chris’ erste Schule in der Serie die Corleone Junior High School und die darauffolgende die Tattaglia High School. Außerdem wird in Staffel 4 Folge 21 erwähnt, dass die Barzini High School gesprengt wurde.
- In der ersten Folge der Fernsehserie Chris hasst seine Schuhe ist auf Julius’ Uniform das Logo eines Overlook Hotels zu sehen, was eine Anspielung auf den Roman Shining von Stephen King ist.[2]
- In Staffel 4 Folge 3 (Chris hasst den Homecoming Ball) gibt es eine Parodie auf die Bill Cosby Show.
- Das Ende der letzten Folge (Folge 88: Chris hasst die zehnte Klasse) ist eine Anspielung auf das Ende der letzten Folge von Die Sopranos (Die Sopranos schlagen zurück).
- Chris Rock selbst hatte einen Auftritt in der ersten Folge der dritten Staffel als Chris’ Beratungslehrer.

## Auszeichnungen
2006 Golden Globe Awards
- Nominierung als Beste Fernsehserie – Musical oder Comedy

2006 NAACP Image Awards
- Beste Schauspielerin in einer Comedyserie – Tichina Arnold
- Beste Comedyserie
- Nominierung als Bester Schauspieler in einer Comedyserie – Tyler James Williams
- Nominierung als Beste Regie in einer Comedyserie – Ken Whittingham
- Nominierung als Bester Nebendarsteller in einer Comedyserie – Terry Crews

2006 Writers Guild of America Award
- Nominierung als Beste Neue Fernsehserie – Aron Abrams, Rodney Barnes, Chris Rock